# Казаков, Сергей (эстонский футболист)
Сергей Казаков (эст. Sergei Kazakov; 2 января 1980, Нарва) — эстонский (негражданин) футболист, полузащитник.

## Биография
На взрослом уровне дебютировал в составе «Транса» из Нарвы в высшей лиге Эстонии в сезоне 1995/96, сыграв один матч. С 1999 года стал стабильным игроком основного состава команды. Свой первый гол в высшей лиге забил 27 сентября 2000 года в ворота «Валги» (6:0).
В 2002 и 2003 году большую часть сезона выступал за «Транс», однако несколько матчей провёл в составе «Меркуура» из Тарту в первой лиге.
Всего за «Транс» выступал в течение 19-ти сезонов (1995—2013), сыграл за это время 428 матчей и забил 35 голов (по другим данным — 432 матча и 34 гола). Становился серебряным и бронзовым призёром чемпионатов Эстонии. По состоянию на январь 2018 года входит в десятку лучших игроков за всю историю по числу сыгранных матчей в чемпионатах страны. Сыграл 26 матчей за «Транс» в Лиге Европы, что является клубным рекордом.
В 2014 году тоже числился в составе «Транса», но выходил на поле только в составе второй команды. В 2015 году играл в четвёртом дивизионе за «Нарва Юнайтед», по окончании сезона завершил карьеру.

## Достижения
- Серебряный призёр чемпионата Эстонии (1): 2006
- Бронзовый призёр чемпионата Эстонии (5): 2005, 2008, 2009, 2010, 2011
- Обладатель Кубка Эстонии (1): 2001
- Обладатель Суперкубка Эстонии (2): 2007, 2008